# 小行星5922
小行星5922（英語：5922 Shouichi）是一颗围绕太阳公转的小行星。1992年10月21日，大友哲在藤枝市发现了此天体。
这颗小行星的绝对星等为148.05311等。